# René Trager
René Träger, né à Metz le 13 février 1943 et mort à Portets (Gironde) le 7 septembre 2013, est un industriel et homme d'affaires français d'origine polonaise spécialisé dans la métallurgie. 

## Biographie
Autodidacte ayant commencé à travailler dès l'âge de 14 ans, René Trager devient cadre commercial chez Davum avant de s'établir à Nantes, où il fonde la société Déambinox, spécialisée dans l'aluminium et dans l'épalement des cuves. Cette société diversifie ses activités dans les matériels destinés à la Défense nationale (plancher caillebotis pour les sous-marins atomiques) et les grands chantiers de BTP (murs anti-bruit). 
Cette diversification le met en relation avec le monde politique et l’entraîne dans le financement de diverses campagnes, tant pour les partis de droite (RPR, Parti républicain) que pour les partis de gauche (PS et Radicaux de gauche).
Jacques Floch, Laurent Fabius, Jean-Marc Ayrault, Georgina Dufoix, Gérard Longuet, Jacques Chaban-Delmas, Émile Zuccarelli, Jean-Marie Bockel, Joël-Guy Batteux bénéficient, entre autres, de ses largesses, avant qu'un contrôle fiscal, diligenté à la demande d'Alain Juppé, à l'époque ministre du Budget, ne pousse la Justice à s'intéresser de plus près à ces affaires qui étaient déjà prescrites au moment de l'ouverture en 1990 de l'instruction confiée au conseiller Renaud van Ruymbeke,.
L'affaire Träger est alors la première d'une longue suite d'affaires de financements politiques concernant les PDG des plus grandes entreprises françaises. Bénéficiant d'un non lieu en 1998 après douze mois de prison préventive, René Träger est néanmoins condamné en 1998 à Angers pour abus de biens sociaux. 
Il raconte ces vicissitudes dans un ouvrage publié aux éditions du Rocher : L'Affaire Träger.
Atteint d'une grave pathologie cardiaque à la suite de son incarcération, il est opéré à l'hôpital de la Pitié-Salpétrère par le professeur Ganjbach et bénéficie d'une première chirurgicale[Laquelle ?]. 
Rétabli, il nourrit le projet de racheter l'hebdomadaire Minute, afin notamment de rectifier certaines informations qui le taxent d'avoir appartenu au système Urba auquel il n'a jamais adhéré ou d'avoir fait du trafic d'armes pour aider à la libération des otages français Roger Auque et Jean-Louis Normandin, information propagée par l'agence Chine Nouvelle. 
Il s'établit ensuite dans la région bordelaise auprès de sa compagne, la journaliste Florence Mothe, rencontrée en 1995, qu'il seconde dans la gestion de ses vignobles et la création de l'hebdomadaire La Gazette du pays.